# Euscopolia dakotensis
Euscopolia dakotensis là một loài ruồi trong họ Tachinidae.